# Amblyscarta melancholica
Amblyscarta melancholica är en insektsart som beskrevs av Fowler 1899. Amblyscarta melancholica ingår i släktet Amblyscarta och familjen dvärgstritar. Inga underarter finns listade i Catalogue of Life.